# Minnie Vautrin
Wilhelmina (Minnie) Vautrin (27 de septiembre de 1886, Secor, Illinois – 14 de mayo de 1941, Indianapolis) fue una misionera estadounidense de activa participación salvando vidas en la Masacre de Nankín en 1937.
Fue una maestra y pedagoga en LeRoy, Illinois. En 1912 se estableció en China donde fundó la escuela de señoritas en Luchowfu. Posteriormente construyó el Ginling College en Nankín.
Cuando los japoneses sitiaron Nankín fue una de las que luchó denodadamente por establecer una zona libre para refugiados dentro de la ciudad junto con el alemán John Rabe. El colegió sirvió de refugio y guarida a miles de personas.
Minnie contó en su diario los horrores vividos.
En 1940, regresó a Estados Unidos donde traumatizada por los acontecimientos se suicidó con gas. Fue condecorada póstumamente por el gobierno chino con el Emblema del Jade Azul.
En la película de 2009 John Rabe, Minnie Vautrin fue representada como el personaje ficticio Valérie Dupres y en la película Nanking, de 2007 por la actriz Mariel Hemingway.